# Línea 9 (Los Tranvías de Zaragoza)
La antigua línea 9 de tranvía de la ciudad de Zaragoza (España) fue una de las líneas que componían su vieja red tranviaria.
Operada por Los Tranvías de Zaragoza, embrión de la actual TUZSA (Transportes Urbanos de Zaragoza) fue concedida el 4 de enero de 1901 y comenzó a dar servicio el 4 de octubre de 1906, hasta que fue oficialmente clausurada el 6 de octubre de 1959.
La línea 9 realizaba el recorrido comprendido entre el Puente del río Gállego y la Plaza de España de la capital aragonesa.